# Имплувијум
Имплувијум у архитектури је базен изграђен у средини атријума римских кућа ради сакупљања кишнице која је долазила са олука.